# Обозначения Ньютона
Обозначения Ньютона, введенные  в математику Ньютоном, в основном касаются некоторых деталей алгебры и операции дифференцирования.

## Алгебра
Современная запись показателя степени в виде надстрочного индекса (xa) введена Декартом (1637) только для натуральных степеней, больших 2. Ньютон распространил эту форму записи на отрицательные и дробные показатели (1676), трактовку которых к этому времени уже предложили Стевин, Валлис и Жирар.
В 1717 году Ньютон предложил индексацию для нумерации однородных переменных в современном виде: ({\displaystyle x_{n}}). Первое время, из-за типографских ограничений, индексы печатались не ниже строки, а на том же уровне.

## Математический анализ
Производную по времени Ньютон обозначал точкой, расположенной над символом функции. Примеры:
{\displaystyle {\dot {x}}={\frac {dx}{dt}}=x'(t)}
{\displaystyle {\ddot {x}}={\frac {d^{2}x}{dt^{2}}}=x''(t)}
и так далее.
Такую точечную нотацию не очень удобно использовать для производных высших порядков (более второго). Однако в механике, инженерных науках, макроэкономике она используется, если производная берётся по времени (а не по пространственным координатам).
Ньютон, в отличие от Лейбница, не предложил символики интеграла, хотя пробовал различные варианты: вертикальную черту над функцией или символ квадрата, который стоит перед функцией или окаймляет её.
Ньютон также способствовал закреплению в науке символа бесконечно малого («o» малое), которое ранее предложил шотландский математик Джеймс Грегори.